# Bedřich Čermák
Bedřich Čermák (* 12. prosince 1944 Praha Dolní Chabry) je český propagační výtvarník a výtvarný pedagog, arteterapeut, psychoterapeut. Žije ve středočeských Kokovicích. S Jarmilou Hannah Čermákovou (1945–2024) má dceru Viktorii Čermákovou a syna Hynka Čermáka.

## Život a dílo
Mgr. Bedřich Čermák se narodil 12. prosince 1944 v Praze Dolních Chabrech. V roce 1948 se rodina přestěhovala na sever Čech do vesničky Želenice v okrese Most. Otec pracoval v dole v Braňanech, maminka na dráze. V dětství onemocněl tuberkulózou kostí, léčil se do svých třinácti let v léčebně v Košumberku. Po návratu dokončil základní školu v Želenicích. Po úspěšném složení talentových zkoušek začal studovat na Výtvarné škole Václava Hollara v Praze. Po ukončení školy v roce 1963 pracoval jako propagační výtvarník, jako lesní dělník na Kubově Huti, v liberecké galerii, v Československé televizi jako asistent kamery a režie. Začal publikovat a byl přijat do nultého ročníku na FAMU, kam však vzhledem k situaci po okupaci země vojsky Varšavské smlouvy v roce 1968 již nenastoupil. Odstěhoval se do Českých Budějovic, kde pracoval nejdříve jako kulturní referent na Malé scéně Domu kultury Metropol, později jako vychovatel učňů v internátě národního podniku Škoda. Vzdělání si doplnil kurzem pro vychovatele na Pedagogické fakultě. V Českých Budějovicích se seznámil s dalšími neprofesionálními výtvarníky, kteří měli svá civilní povolání, např. Milan Doubrava, Pavel Kalista, Jiří Máška, Přemysl Vranovský, a se kterými také vystavoval v různých kulturních zařízeních. Patřil i mezi stálé návštěvníky legendární pivnice Masné krámy, kteří si nad svým stolem vytvořili, díky nápadu Jardy Platila, Malou galerii štamgastů. Mezi jeho přátele patřili i profesionální výtvarníci Roman Brichcín a Štěpán Mikuláš Mareš.

#### Výstavy (výběr)
- 1976 – České Budějovice, Klub Malého divadla

- 1979 – České Budějovice , Kulturní středisko – I. výstava obrazů výtvarné skupiny při KS PKO
- 1982 – Kolín, Regionální muzeum – Výstava neprofesionálních výtvarníků okresu České Budějovice
- 1987 – České Budějovice, Galerie Na dvorku
- 1997 – Kašperské Hory, Galerie Muzea Šumavy – Obrazy a ilustrace s J. Čapkem, P. Kalistou, J. Platilem a P. Vranovským
- 1999 – Soběslav, Muzeum Rožmberský dům
- 2001 – Český Krumlov, Regionální muzeum – Arteterapie
- 2002 – Tábor, Divadla Oskara Nedbala
- 2003 – Praha (Jízdárna Pražského hradu); Brno (Uměleckoprůmyslové muzeum); – Umění je abstrakce: Česká vizuální kultura 60. let
- 2004 – Olomouc (Muzeum umění a Muzeum moderního umění); Klatovy (Galerie U bílého jednorožce) – Umění je abstrakce: Česká vizuální kultura 60. let
- 2016 – České Budějovice, Jihočeská univerzita – Retro
- 2017 – Tábor, Galerie BASTION – Koláže
- 2018 – České Budějovice – Jihočeská univerzita, Galerie na chodbě PF – Arteterapie

### Arteterapeut a psychoterapeut
V letech 1991–1996 vystudoval obor arteterapie, 2001–2005 integrovanou psychoterapii na Jihočeské univerzitě. V roce 2011 získal titul Mgr. v oboru speciální pedagogika na Komenského univerzitě. Zabýval se převážně terapií u osob s drogovou závislosti, a to jak v terénu, tak v klinické praxi. Dvacet let působil v psychiatrické léčebně Červený dvůr jako arteterapeut a psychoterapeut. Pracoval v Okresní pedagogicko-psychologické poradně v Českých Budějovicích, v K-centrech v Českých Budějovicích a v Českém Krumlově. Na Filosofické fakultě University Karlovy na katedře psychologie vedl v letech 1998 až 2001 semestr Prevence nežádoucích návyků a závislostí. Byl členem České psychoteraupetické společnosti České lékařské společnosti Jana Evangelisty Purkyně a České asociace arteterapeutů. Příležitostně pracuje jako on-line psychoterapeut.

#### Knihy a odborné články
- Výtvarná produkce osob závislých na alkoholu a nealkoholových drogách: pokus o orientační výzkum. Arteterapie, (2009), č. 18. s. 33-38

- Rozdíly v barevnosti výtvarných prací osob závislých na alkoholu a závislých na nealkoholových drogách. In: Adiktologie (Tišnov). 2011, roč. 11, č. 4, s. 216-224. ISSN: 1213-3841

- Zamyšlení nad symbolikou autority a trestu ve výtvarném projevu pacientů s drogovou závislosti na alkoholu a nealkoholových drogách. In: Arteterapie Praha. 2013, roč. 2013, č. 32, s. 47-52. ISSN: 1214-4460.

- Máme doma feťáka: Abeceda osudů. Brno: Facta Medica 215. 261 s.

- HORYNA, Dan. Dan Horyna: přežil jsem sám sebe. Ilustrace Bedřich ČERMÁK. První vydání. Praha: Cosmopolis, 2020. 126 stran, 16 nečíslovaných stran obrazových příloh.